# Tortolena
Tortolena es un género de arañas araneomorfas pertenecientes a la familia Agelenidae. Se encuentra en América.

## Especies
Según The World Spider Catalog 12.0:
- Tortolena dela Chamberlin & Ivie, 1941
- Tortolena glaucopis (F. O. Pickard-Cambridge, 1902)